# Urgamal
Urgamal (mongoliska: Ургамал Сум, Ургамал, Urgamal Sum) är ett distrikt i Mongoliet.   Det ligger i provinsen Dzavchan, i den västra delen av landet, 900 km väster om huvudstaden Ulaanbaatar.